# Stephan Köhn
Stephan Köhn (geb. vor 1989) ist ein deutscher Japanologe.

## Leben
Von 1989 bis 1996 studierte er Japanologie, Linguistik, Religionswissenschaften und Betriebswirtschaft in Frankfurt am Main. Von 1991 bis 1993 hatte er ein Japan-Stipendium (DAAD). Nach der Promotion 1999 im Fach Japanologie in Frankfurt am Main zu Kanagaki Robuns Erdbebenbericht Ansei kenmonshi (1856) war er von 1997 bis 2000 sowie 2002 wissenschaftlicher Mitarbeiter in der Japanologie in Frankfurt. Von 2000 bis 2001 hatte er ein Japan-Stipendium (Japan Foundation). Von 2003 bis 2007 wissenschaftlicher Assistent in der Japanologie in Würzburg. Nach der Habilitation 2004 im Fach Japanologie in Würzburg zu den Traditionen visuellen Erzählens in Japan hatte er 2006 ein Japan-Stipendium (JSPS). Von 2007 bis 2009 war er wissenschaftlicher Assistent in der Japanologie in Erlangen. Von 2009 bis 2010 vertrat er den Lehrstuhl in der Japanologie in Tübingen. Von 2010 bis 2011 war er akademischer Oberrat in Erlangen. 2011 vertrat er eine Professur im Fach Modernes Japan in Düsseldorf. Von 2012 bis 2013 war er wissenschaftlicher Mitarbeiter in der Japanologie in Leipzig. 2012 erhielt er Rufe an die Universitäten Erlangen-Nürnberg, Düsseldorf und Köln. Seit 2013 ist er Lehrstuhlinhaber für Japanologie an der Universität zu Köln; Von 2015 bis 2016 hatte er ein Japan-Stipendium (Japan Foundation). Seit 2015 ist er Geschäftsführer der JaDe-Stiftung.
Seine Forschungsschwerpunkte sind Populär- und Medienkultur der japanischen Moderne (1600 bis heute); edo-zeitliche Druck- und Verlagsgeschichte; vormoderne und moderne Literatur und Nationalitäts- und Identitätsdiskurse in Japan.

## Schriften (Auswahl)
- „Berichte über Gesehenes und Gehörtes aus der Ansei-Zeit“. Kanagaki Robuns (1829–1894) Bericht über das große Ansei-Erdbeben 1855 als Repräsentant des Genres der „Katastrophendarstellungen“ = (Ansei-kemmonshi). Wiesbaden 1999, ISBN 3-447-04546-9.
- Traditionen visuellen Erzählens in Japan. Eine paradigmatische Untersuchung der Entwicklungslinien vom Faltschirmbild zum narrativen Manga. Wiesbaden 2005, ISBN 3-447-05213-9.
- als Herausgeber mit Michael Schimmelpfennig: China, Japan und das Andere. Ostasiatische Identitäten im Zeitalter des Transkulturellen. Wiesbaden 2011, ISBN 978-3-447-06254-1.
- als Herausgeber: Fremdbilder – Selbstbilder. Paradigmen japanisch-deutscher Wahrnehmung (1861–2011). Wiesbaden 2013, ISBN 978-3-447-06978-6.